# Abbaye de Maubuisson
Pour les articles homonymes, voir Abbaye Notre-Dame.
Située au sein de la communauté d'agglomération de Cergy-Pontoise, l’abbaye de « Notre-Dame-la-Royale », plus connue sous le nom d'abbaye de Maubuisson est une ancienne abbaye cistercienne de femmes, fondée en 1234 par la reine Blanche de Castille. Devenue centre d'art contemporain en 2001, l'abbaye de Maubuisson produit des expositions à la fois monographiques et collectives, en prise directe avec le lieu. L’abbaye développe son projet de production et de médiation autour des trois axes qui structurent son identité : création contemporaine, patrimoine et environnement naturel.

## Historique

### De la fondation à la guerre de Cent Ans
Blanche de Castille, dans le cadre d'un renforcement des liens entre la royauté et les abbayes, décide de financer sa propre abbaye.
Elle annexe donc à son domaine, en 1234, Pontoise et des terres sur le territoire de Saint-Ouen, qui ne deviendra Saint-Ouen-l'Aumône que bien plus tard. Ces terrains présentent l'avantage d'être situés à proximité de son château situé à Pontoise, au confluent de l'Oise et du petit ru de Liesse.
C'est là, entre les villages de Saint-Ouen et d'Épluches, sur la rive gauche de l'Oise, qu'elle fonde son domaine de Maubuisson. Selon une légende locale, il s'agirait d'un terme traduit du latin et signifiant Maudit buisson, dû à la présence de brigands dans l'ancien bois situé sur ses terres. Néanmoins cette version n'est pas avérée et les historiens du service archéologique du Val-d'Oise cherchent encore la signification de Maubuisson en effectuant des recherches, notamment dans des archives de la commune de Saint-Ouen-l'Aumône.
L'enclos de l'abbaye couvrait 32 ha à cette époque.
Pour donner vie à cette abbaye, Blanche de Castille s'est adressée, dès 1237, au chapitre général de Cîteaux et, en 1242, elle a tenu elle-même à installer, dans des bâtiments à peine achevés, un groupe de moniales venues de Saint-Antoine près du Paris de l'époque. Elle avait donné à cette abbaye le nom de Notre-Dame-la-Royale, en l'honneur de la Vierge Marie qui est la sainte patronne du royaume de France, mais le nom de Maubuisson a prévalu au cours des siècles.
Après la fondation de l'abbaye en 1241, celle-ci est rattachée à l'ordre cistercien en 1244. Elle bénéficie, du fait de son caractère royal, d'une forte protection et joue un rôle important dans l'économie locale.
Blanche de Castille fonda cette abbaye qui possèdait trois rôles bien distincts :
- dans un premier temps, il s'agit d'un endroit de recueil pour les jeunes filles de bonne noblesse ;
- dans un deuxième temps, l'abbaye de Maubuisson est utilisée comme résidence royale ;
- enfin, c'est une nécropole royale :l a duchesse Bonne de Luxembourg y fut inhumée ; son fils Charles V y avait fait préparer son propre tombeau, et Gabrielle d'Estrées sera inhumée en 1599 dans le chœur de la chapelle.

C'est dans cette abbaye qu'en septembre 1307 le roi Philippe IV le Bel complota la chute de l'ordre du Temple. C'est depuis l'abbaye qu'est émis l'ordre d'arrestation des Templiers, le 14 septembre, jour de la fête de l’exaltation de la Sainte-Croix.
C'est ainsi que dans la prairie de cette abbaye que le roi Philippe fit traîner les dépouilles meurtries de Gauthier d'Aunay et de son frère Philippe, en avril 1314, et c'est dans cette abbaye qu'en 1324, Blanche de Bourgogne après avoir passé dix ans en détention à Château-Gaillard à la suite de l'affaire de la tour de Nesle, fut autorisée à se retirer où elle mourra peu après.
Du 5 au 8 septembre 1463, avant d'aller aux villes de la Somme, le roi de France Louis XI (1423-1483) séjourna à Pontoise, et attribua sa protection spéciale à l'abbaye de Maubuisson par ses lettres patentes ainsi qu'en décembre 1474.
L'économie solide de l'abbaye lui permis de survivre à la guerre de Cent Ans.

### DuXVIeauXVIIIesiècle

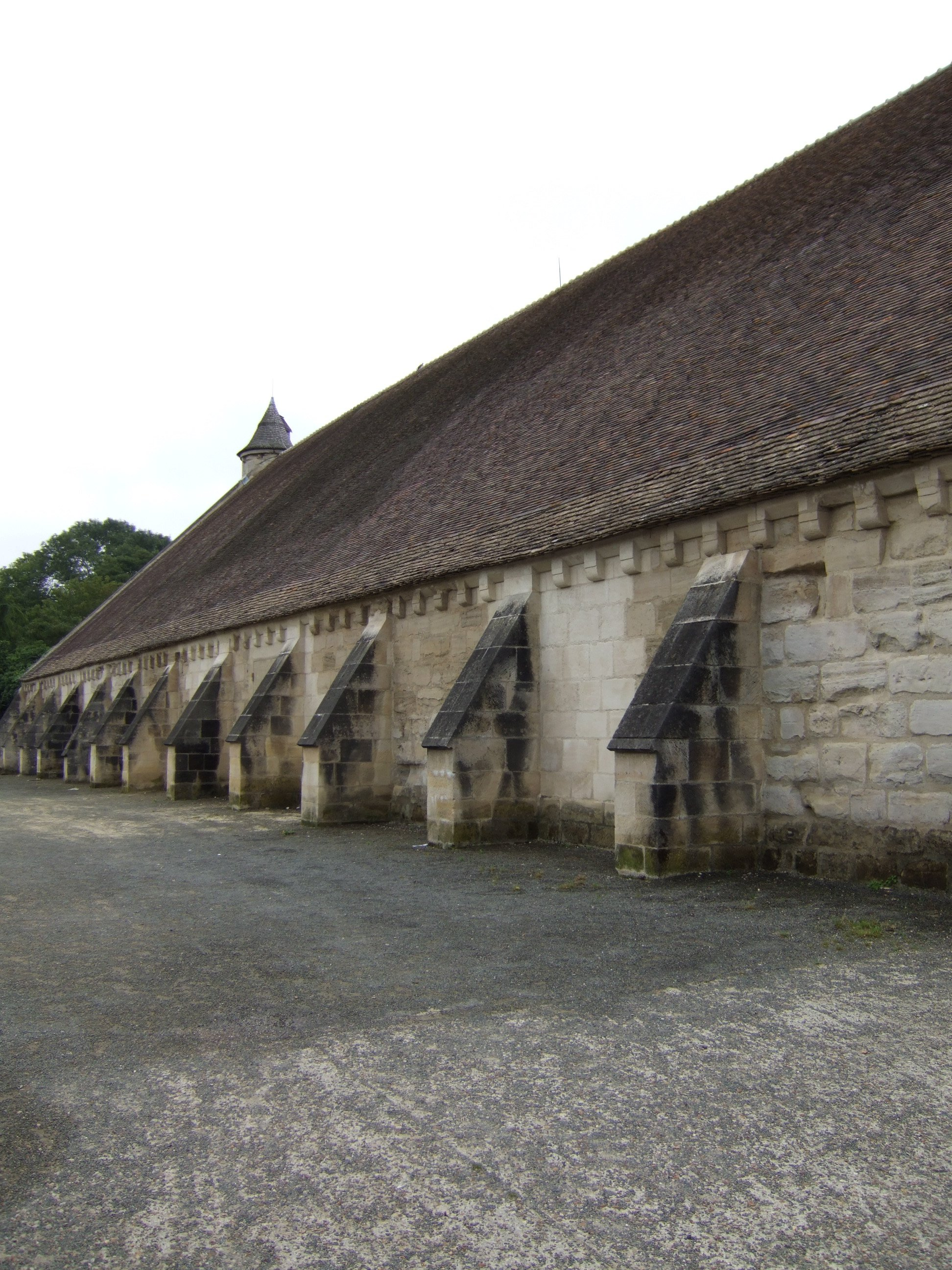
La façade Nord-Ouest de la grange dîmière et l'emplacement d'un parking visiteurs depuis 2001.

Au début du XVIe siècle, sous l'impulsion de l'abbesse Antoinette de Dinteville (1482-1523), de nouveaux corps de bâtiments sont construits et l'abbaye compte 120 moniales. Mais la communauté traverse une période sombre avec les guerres de Religion : par deux fois au moins, en 1566 et en 1588, l'abbaye et ses dépendances sont pillées par les troupes protestantes.
En 1597, Angélique d'Estrées, la sœur de Gabrielle, obtient du roi Henri IV la charge de mère abbesse de l'abbaye royale. Les mœurs de l'abbaye n'ayant plus grand-chose à voir avec la règle de saint Benoît et l'esprit de saint Bernard, Angélique Arnauld reçoit en 1618 l'ordre du vicaire général de l'ordre de Cîteaux de quitter l'abbaye de Port-Royal pour réformer l'abbaye de Maubuisson. Là, elle a maille à partir avec Angélique d'Estrées et ses protecteurs. Mais, sur l'intervention du Parlement de Paris, le prévôt de l'Île s'empare des chapelains opposés à la réforme et rétablit Angélique Arnauld à la tête de l'abbaye. François de Sales rend plusieurs fois visite à la nouvelle abbesse.
Puis Angélique Arnauld est remplacée par Mme de Soissons, mais celle-ci, qui « n'avoit pas pris », nous dit Racine, « un fort grand soin d'y entretenir la régularité que la Mère Angélique y avoit établie », meurt en 1627. La nouvelle abbesse, Marie Suireau, dite « Marie des Anges », choisie sur proposition d'Angélique Arnauld, dirige Maubuisson jusqu'en 1648. Dès 1628, elle eut à combattre l'influence du molinisme sur certaines religieuses, mais deux moniales suspectées de cette hérésie ayant été écartées, le retour à l'orthodoxie et aux canons cisterciens s'affirma.
Louise Hollandine de Bavière (1622-1709), fille de Frédéric V du Palatinat et tante d'Élisabeth-Charlotte de Bavière, seconde belle-sœur de Louis XIV, fut également abbesse de Maubuisson.
Le 27 avril 1769, l'archevêque Christophe de Beaumont, duc de Saint-Cloud, séjourne à l'abbaye pour réconcilier l'abbesse avec ses religieuses.
Au XVIIIe siècle, l'abbaye voit son effectif de moniales diminuer et son influence régresser : le nombre de religieuses passe de 70 en 1720, à 18 en 1780. En 1786, Louis XVI décide de fermer l'établissement.
Avant la Révolution, cette abbaye rapportait 5 000 livres de rente à l'abbesse.

### Après la Révolution

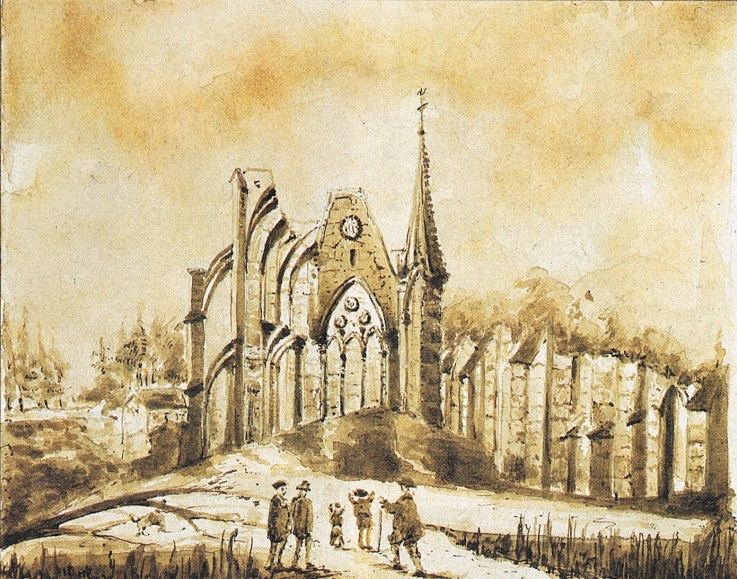
Lavis des ruines d'une partie de l'abbaye, en 1798, neuf ans après la Révolution française.

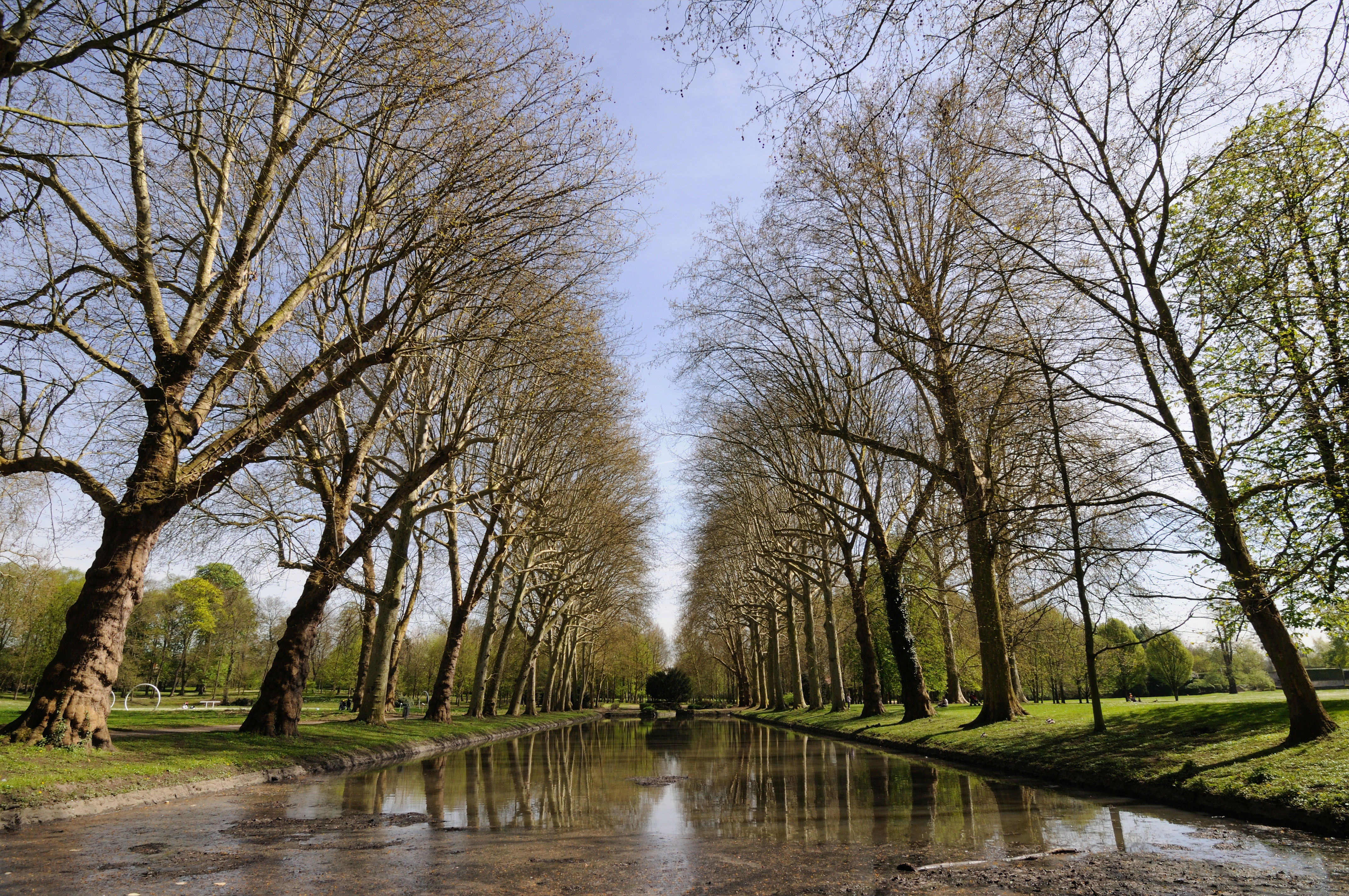
Pièce d'eau du parc, traversée et alimentée par le rû de Liesse dévié.

En 1786, par décision de Louis XVI, l'abbaye perd donc sa fonction religieuse, situation définitivement entérinée sous la Révolution, et devient un hôpital militaire en 1793, puis après la démolition de certains bâtiments, sert de carrière de pierres au début du XIXe siècle. Les bâtiments non détruits, étant encore utilisables au milieu de ce siècle, deviennent alors une filature et une ferme.
Classée monument historique en 1947, après des inscriptions en 1926 et 1945, elle devient la propriété du conseil général du Val-d'Oise en 1979. Des fouilles archéologiques poussées y sont menées durant deux ans, jusqu'en 1981, suivies d'importants travaux de restauration avec, notamment, la rénovation de la couverture de la tour de la grange à dîmes en 1988-1990.

### Centre d'art contemporain
L'abbaye de Maubuisson abrite aujourd'hui un centre d'art contemporain organisant des expositions. Depuis 2001, il dédie sa programmation aux arts plastiques et visuels contemporains. Les artistes invités sont choisis pour la pertinence et l’actualité de leur recherche, mais aussi pour leurs capacités à interroger un espace beaucoup plus complexe que sa seule identité patrimoniale.
De grandes expositions monographiques sont organisées chaque année, d'une durée de deux à huit mois. Elles donnent lieu à la production d’œuvres originales et reflètent la richesse et la diversité de la création contemporaine (installation, vidéo, photographie, sculpture, peinture, art numérique, création sonore…). L’abbaye est un laboratoire de projets : toute l’année, elle développe des programmes de recherche, de production et de médiation autour des trois axes qui structurent son identité : patrimoine architectural, création contemporaine et patrimoine naturel.
L'abbaye fait partie du réseau Tram, réseau fédérateur de structures qui produisent des œuvres d'art contemporain en Île-de-France, facilitant ainsi le dialogue entre professionnels de l'art.

## Description

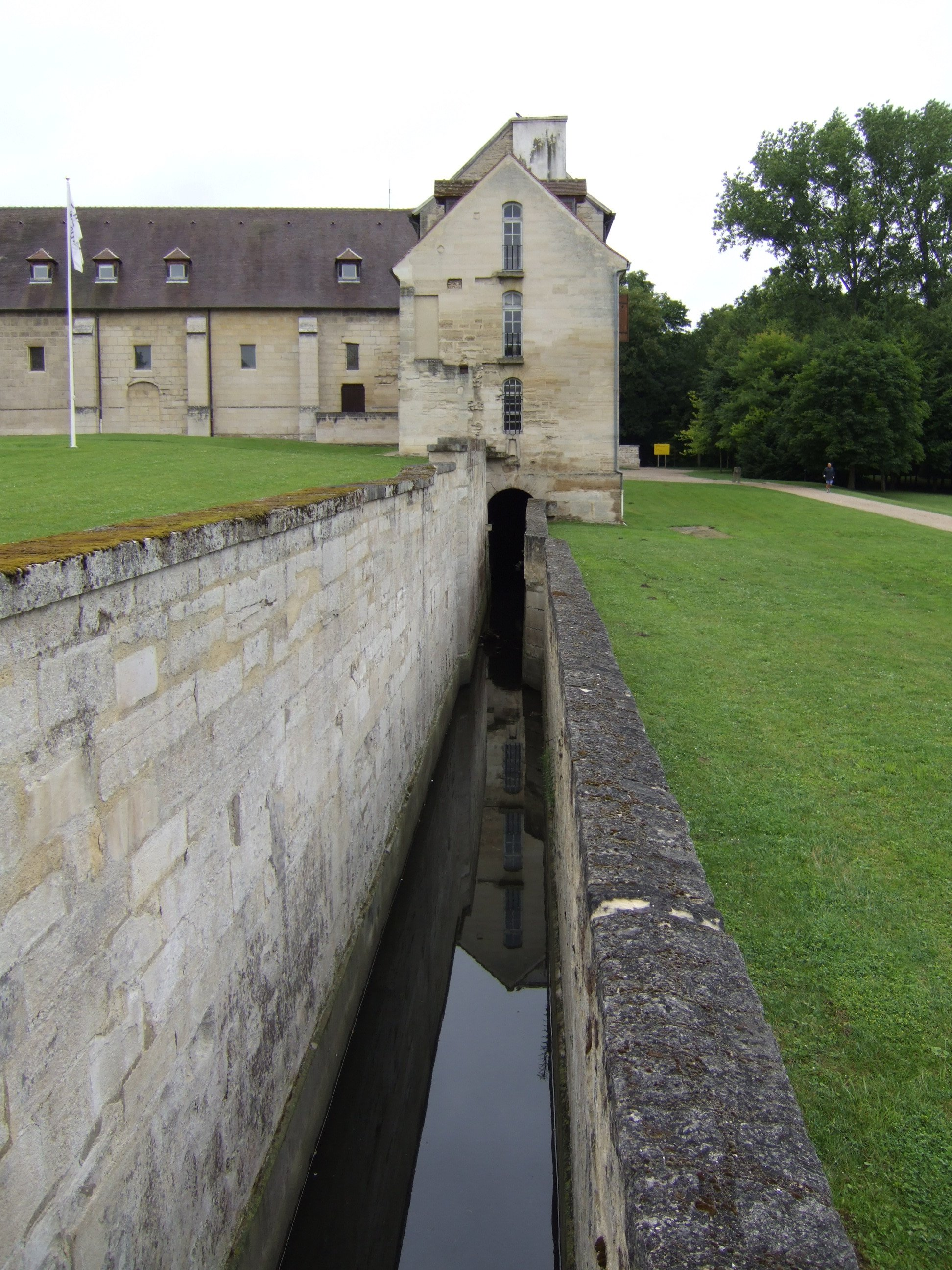
Le bâtiment des latrines et le canal collecteur.

### Abbatiale Notre-Dame-La-Royale
C'était un édifice de très haute taille selon un texte de Noël Taillepied daté de 1584 : « il possédait deux ailes et un petit clocher pour remplacer un plus imposant détruit en 1540 par un incendie déclenché par la foudre ». Des grilles et des boiseries séparaient la clôture des moniales. Le maître-autel était orné d'un retable en marbre blanc, offert en 1340 par Jeanne d'Évreux. Il fut démantelé à la Révolution. Le relief de la Cène qui en ornait le centre est conservé à Paris dans l'église Saint-Joseph-des-Carmes.
Dans son mobilier se trouvait une Vierge à l'Enfant ouvrante conçue comme reliquaire, située près du maître-autel. Datée du XIVe siècle, elle mesure 140 cm de haut, et est en bois de noyer taillé, peint et doré. La Vierge est représentée assise, tenant l'enfant Jésus sur un genou. Elle s'ouvre par le milieu et forme un triptyque composé de trois parties creuses, divisées en plusieurs cases ornées de colonnettes de bois et de statuettes représentant le Paradis, l'Enfer, le Purgatoire et des scènes de l'Ancien et Nouveau Testament. En 1792, les religieuses la confièrent à leur jardinier et, en 1839, la statue fut donnée à l'église Saint-Ouen de Saint-Ouen-l'Aumône. Elle ne comportait plus aucune des statuettes intérieures d'origine, les statuettes des Douze Apôtres autour du Calvaire ayant été restituées lors d'une restauration vers 1840,,. Elle a été classée le 31 mai 1897 et a été volée le 13 avril 1973.

### Sépultures
Jusqu'à la fin du XVe siècle, l'église fut une nécropole royale, des laïcs de grandes lignées, ainsi que les abbesses y furent inhumés. Il y avait cinq lieux d'inhumation dans l'abbaye :

#### L'église abbatiale
Elle est destinée à la famille royale et aux personnages de hautes lignées.
- 1252 : Blanche de Castille[10]. Lors des fouilles de 1907 on a retrouvé près du lieu de sa sépulture de nombreux objets précieux qui disparurent mystérieusement sans que l'on sache à qui ils appartenaient.
- 1320 : Jeanne de la Marche (fille de Charles IV le Bel et de Blanche de Bourgogne), inhumée dans un tombeau de marbre noir recouvert d'un gisant de marbre blanc.
- 1271 : Alphonse de Poitiers (1220-1271), sépulture de ses entrailles.
- 1275 : Marie de Brienne (1225-1275)[11].
- 1296 : Jean de Brienne dit d'Acre (mort en 1296), bouteiller de France, fils de Jean de Brienne[12]. Inhumé dans le chœur des religieuses.
- 1302 : Robert II d'Artois (1250-1302), dans le chœur des religieuses.
- 1309 : Blanche de Brienne d'Eu (1276-13 juillet 1309), abbesse, inhumée dans le petit chœur d'hiver des religieuses.
- 1326 : Blanche de Bourgogne, morte à l'abbaye le 29 avril, inhumée dans le chœur des religieuses.
- 1328 : Charles IV le Bel (1294-1328), il meurt le 1er février, ses entrailles sont inhumées dans le chœur à droite du maître-autel, devant le premier pilier.
- 1328 : Marguerite de Brienne (morte le 9 avril 1328), inhumée dans le chœur à droite du maître-autel et du pilier. Fille de Louis de Brienne dit d'Acre et d'Agnès de Beaumont-au-Maine. Elle fut l'épouse à Naples de Bohémond VII dit Le Beau de Poitiers, prince d'Antioche, comte de Tripoli le 2 janvier 1278[13].
- 1329 : Mahaut d'Artois (1269/70-1329), morte le 27 novembre et inhumée dans le chœur des religieuses.
- 1349 : Bonne de Luxembourg (1315-11 septembre 1349), ainsi que les entrailles de son fils Charles V (1338-1380) à sa mort en 1380, à gauche de l'autel dans un espace en avant du petit chœur d'hiver des religieuses.
- après 1351 : Philippe de Montmorency, en bas de l'église à gauche en entrant et à gauche du second pilier.
- 1371 : Jeanne d'Évreux, ses entrailles sont dans le chœur avec celles de son mari Charles IV le Bel.
- 1390 : Jeanne de France (1388-1390), fille aînée de Charles VI et d'Isabeau de Bavière.
- En avril 1599, le corps de Gabrielle d'Estrées est enterré avec son enfant dans le chœur des religieuses de l'église abbatiale que dirige sa sœur Angélique.
- 1390 : Philippa de Paynel, abbesse, inhumée en bas de l'église à gauche en entrant et à gauche du second pilier.

Les gisants de Charles IV, époux de Blanche de Bourgogne, et de sa seconde femme Jeanne d'Évreux (1372), œuvres de Jean de Liège, sont maintenant conservés à Paris au musée du Louvre.

#### La salle du chapitre, galeries Est et Sud
Elles sont réservées aux officières issues de la noblesse et de la bourgeoisie. On y trouve également le tombeau de la première abbesse[Où ?].
- Guillemette I : elle gouverne pendant près de trente ans l'abbaye on la nomme « sainte Guillemette », on prétend qu'elle était cousine de Saint Louis et nièce de Blanche de Castille, mais on ignore de qui elle était la fille. Elle fit de grande conversions et on lui attribue des « miracles » de son vivant et après sa mort. Sa tombe est d'une grande modestie comme son épitaphe[14].

#### Le cloître et la galerie longeant le cellier et le pensionnat
Ils sont destinés à la sépulture des sœurs converses et les pensionnaires.

#### Le cimetière de l'abbatiale
Situé au pied du chevet, il était réservé aux nonnes : il était dit « cimetière des nonnains ». Il fut désaffecté au XVIIe siècle au profit de la galerie du cloître.

#### L'église Saint-Michel et son cimetière
Cette petite église était située au Sud-Ouest du chevet de l'église abbatiale et les sépultures étaient réservées aux bienfaiteurs de l'abbaye, ainsi qu'aux laïcs, prêtres et autres serviteurs de l'abbaye et des religieuses. Le 25 octobre 1766, l'abbé Grassis, prêtre du diocèse de Lisieux et chapelain royal de Maubuisson y est inhumé.

### Le cloître
Le cloître était entouré par l'église abbatiale, la salle du chapitre (que surmontait le dortoir), le chauffoir, la cuisine et le réfectoire pour les plus grands bâtiments.

### Adduction d'eau et latrines

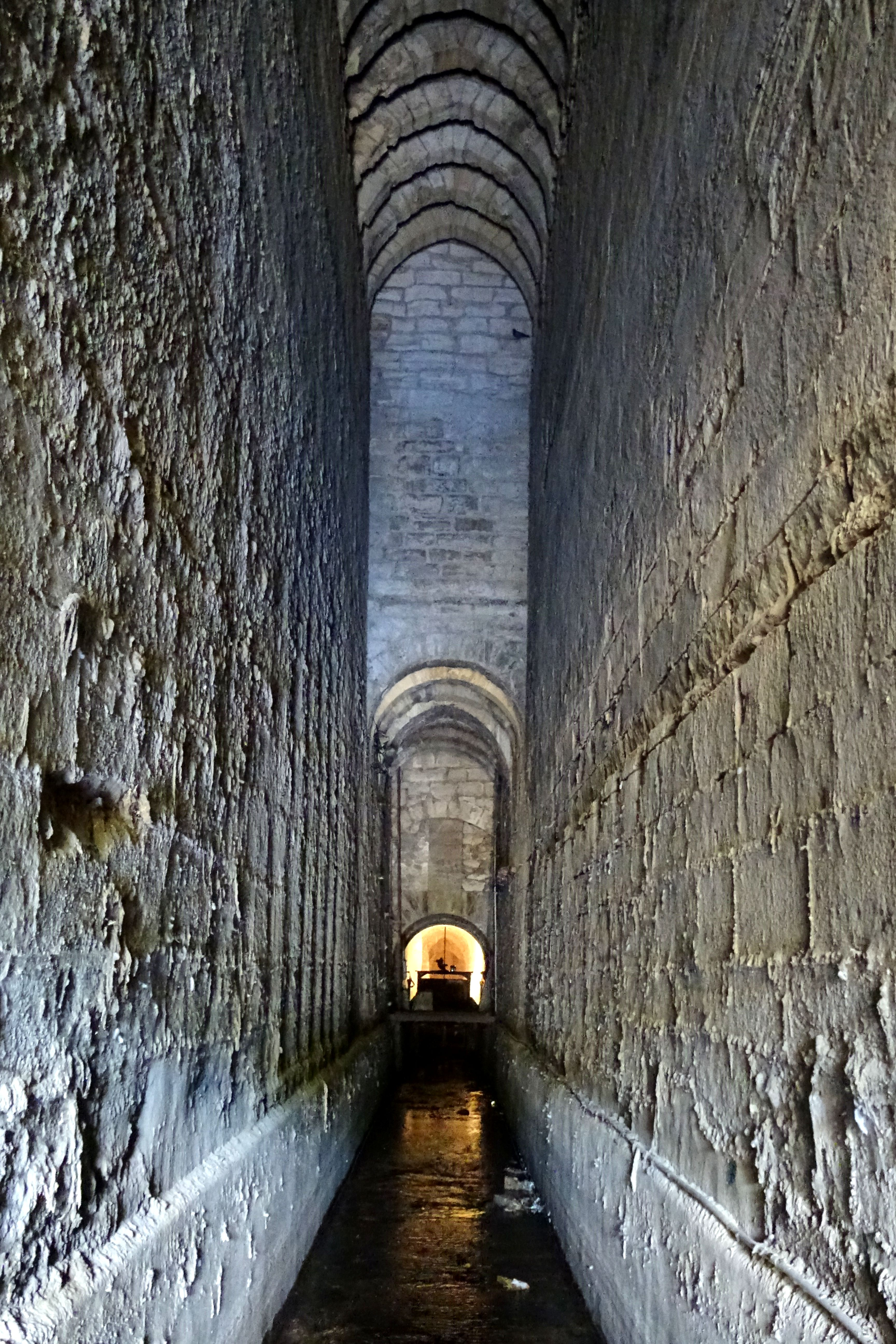
Le canal collecteur sous le bâtiment des latrines.

Comme toutes les abbayes médiévales, celle de Maubuisson comportait un aménagement hydraulique complexe. La présence du ru de Liesse en rive gauche du terrain avait justement encouragé son acquisition par Blanche de Castille.
L'alimentation en eau potable était assurée par un aqueduc qui prenait sa source 2 kilomètres en amont de ce ruisseau.
Des digues ont été construites pour créer quatre étangs qui permettaient de maintenir le niveau constant d'un canal bordé de murs de pierres. Ce canal toujours existant visible dans le parc faisait fonctionner un moulin et évacuait les eaux usées et les latrines.
Ces latrines, qui surplombaient le caniveau, se composaient de 38 sièges de bois situés à coté les uns des autres. Les ouvertures sont aujourd'hui vitrées. La pièce est constituée de 20 arches hautes de 14 mètres.

### Le chauffoir
Cette pièce ainsi que le réfectoire n'existent plus actuellement. Le chauffoir était la seule pièce avec les cuisines à être chauffée.

### Le parloir
C'était la seule pièce où les moniales pouvaient parler sous la direction de la mère abbesse. On parlait dans cette pièce uniquement de problèmes matériels et spirituels liés à la communauté.

### Le chapitre
Le chapitre, ou salle capitulaire, était la salle dans laquelle, chaque jour, les moniales professes, réunies sous la présidence de l'abbesse ou de sa suppléante, écoutaient la lecture d'un chapitre de la règle de saint Benoît, d'où le nom donné à cette salle. Ce chapitre était ensuite commenté par la supérieure. Les moniales y discutaient aussi, le cas échéant, des affaires concernant la communauté : achats, ventes, contrats, etc.

### Grange aux dîmes
La grange monastique du XIIIe siècle (improprement qualifié [réf. souhaitée] de grange aux dîmes dans la tradition locale) est le principal corps de bâtiment préservé après l'ensemble sacristie / salle capitulaire / parloir / salle des religieuses / bâtiment des latrines, et conserve sa charpente d'origine.

## Religieuses et personnalités

### Les abbesses de Maubuisson
- 1242-1275 : Guillemette Ire
- 1275-1276 : Agnès de Laval

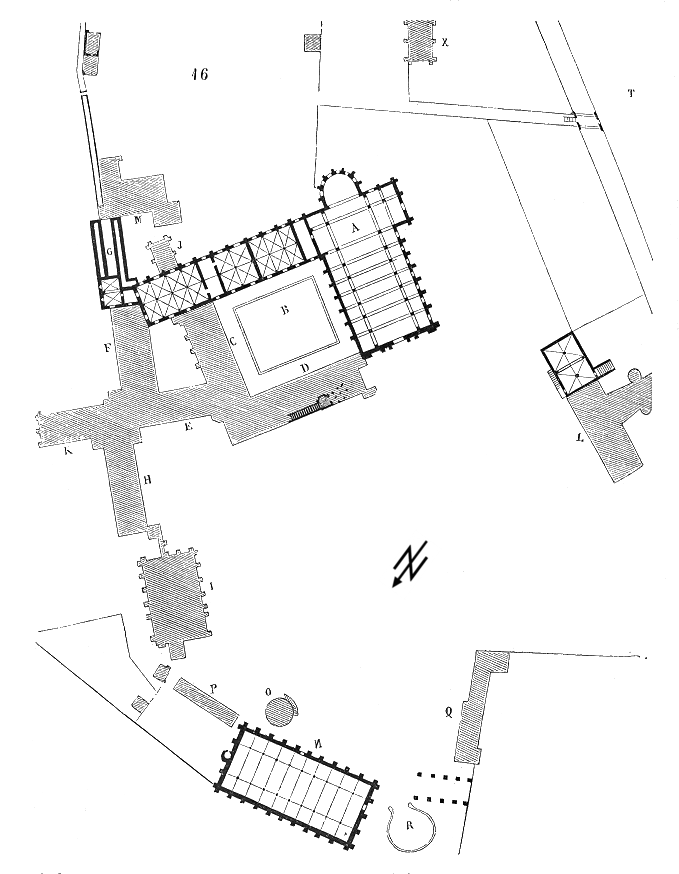
Plan de l’abbaye de Maubuisson, d'après le Dictionnaire raisonné de l’architecture française d’Eugène Viollet-le-Duc (1856).
En grisé, les bâtiments partiellement ou complètement disparus.

- 1276-1309 : Blanche de Brienne d'Eu
- 1309-1345 : Isabelle de Montmorency
- 1345-1362 : Marguerite Ire de Moncy
- 1362-1390 : Philippa Paynel de Hambye
- 1390-1391 : Catherine Ire de Flins
- 1391-1406 : Jeanne d'Ivry
- 1406-1456 : Catherine II d'Estouteville
- 1456-1461 : Madeleine Ire
- 1461-1473 : Marguerite II Danes
- 1473-1482 : Guillemette II Martine
- 1482-1523 : Antoinette de Dinteville des Chenets
- 1523-1524 : Henriette de Villers la Faye
- 1524-1543 : Marie Ire de Montmorency
- 1543-1546 : Marie II d'Annebault
- 1546-1574 : Marie III de Pisseleu d’Heilly
- 1574-1594 : Madeleine II Tiercelin de Brosses
- 1594-1597 : Françoise Tiercelin de Brosses
- 1597-1618 : Angélique d'Estrées (vers 1570-1634)[16]
- 1618-1621 : intérim de l’abbesse de Port-Royal des Champs : Angélique Arnauld (1591-1661)
- 1623-1626 : Charlotte Ire de Bourbon-Soissons
- 1626-1648 : Marie IV Suireau de Rocheren, dite Marie des Anges
- 1648-1652 : Suzanne de Hénin-Liétard de Roches
- 1652-1653 : Marguerite III de Béthune d’Orval
- 1653-1664 : Catherine III Angélique de Valois-Orléans-Longueville[17]
- 1664-1709 : Louise-Hollandine-Marie de Bavière-Palatinat
- 1709-1719 : Charlotte II Joubert de La Bastide de Châteaumorand
- 1719-1765 : Charlotte III de Colbert-Croissy
- 1765-1766 : Marie V Marguerite de Jarente de Sénas d’Orgeval
- 1766-1780 : Venture-Gabrielle de Pontevès de Maubousquet[18]
- 1780-1786 : Gabrielle-Césarine de Beynac

### Autres personnalités
- Catherine-Angélique Foucault (1662-1728), élevée à l'abbaye, puis à celle de Notre-Dame de Gercy en 1676, elle épouse en 1691 Claude Théophile de Bésiade, marquis d'Avaray, ambassadeur de France en Suisse[19]
- Élisabeth Foucault, morte à l'abbaye le 13 septembre 1679[20]

## Épidémie de saturnisme
Durant 400 ans environ (du XIVe au XVIIIe siècle), les moniales de Maubuisson semblent avoir été fortement, et plus qu’ailleurs en France, douloureusement contaminées par du plomb durant leur vie de réclusion. Leurs os (au moment de leur mort) contenaient des taux de plomb souvent proches des seuils aujourd’hui considérés comme mortels (400 µg-1 ou Pg.g-1).
Ce fut le cas par exemple de Luce d’Avaugour, d’Agnès de Laval et de Blanche de Bourgogne épouse répudiée de Charles IV le Bel, morte dans cette l'abbaye en 1326, toutes trois ensevelies sous la salle capitulaire.
Ce phénomène a globalement empiré dans l'abbaye durant plus de trois siècles, avec deux périodes de « pics » de contamination observés par les archéologues et historiens via des analyses d’ossements. Ainsi Marie d’Orgemont et Henriette de Villiers, deux moniales de l’abbaye mortes au début du XVIe siècle (respectivement en 1517 et 1529) ont été dès le XVe siècle empoisonnées par de hautes doses de plomb (de l’ordre de 60 μg.g-1, soit 5 fois le taux admis comme habituel pour le XIIe siècle, mesurés dans cette région et sur d’autres sites en Europe ou dans le monde). L’os est considéré comme étant un bon indicateur, car le plomb y est stable dans le temps après la mort, et peu mobile durant la vie ; il « enregistre » ainsi la contamination dès 20 ans qui ont précédé la mort ou le moment de l’analyse en cas de biopsie sur une personne vivante.

### Contexte d'étude scientifique
Le C.E.A a en France pour le compte de l’UNESCO étudié l’évolution des métaux lourds dans les os en France de la Préhistoire à nos jours, avec le Laboratoire d'anthropologie du Musée de l'Homme de Paris et le Centre d'Études Nucléaires de Fontenay-aux-Roses en cherchant à couvrir 56 siècles d’histoire rétrospective de la contamination des hommes par des métaux toxiques,,. Une forte hausse du plomb osseux a été rétrospectivement constatée (hausse d’un facteur 10) à la fin du Moyen Âge en France.

Dans le cadre de ces études l’abbaye a été choisie à deux reprises pour l’étude de la période historique du XIIIe au XVIIIe siècle car elle a été bien étudiée et sa nécropole a toujours été bien conservée (protégée des pluies, incendies et inondations notamment) durant la période concernée. Deux autres sites ont aussi fait l’objet d’analyse de plomb osseux pour la même séquence historique : tombes datées du XIIe – XVIIIe siècle de la nécropole de la cathédrale Notre-Dame de Paris transférés dans une fosse commune au XIXe siècle ; et des tombes du XVIIIe siècle de la région de Toulouse (Chapelle Saint-Amans à Villeneuve-Tolosane en Haute-Garonne).

### Enjeux scientifique et historiques
Un enjeu étaient de déterminer si les ossements de l’abbaye reflétaient ceux de la population moyenne ou s’ils appartenaient à des gens riches plus susceptibles d’avoir été en contact avec du plomb dans leur environnement. Un autre enjeu était de déterminer l’origine de la contamination par le plomb. Parmi les questions posées : l’eau potable et/ou utilisée pour la cuisson était-elle contaminée par un système hydraulique constitué partiellement de plomb ? Les habitudes culinaires de l’époque (ou spécifique à l’abbaye) peuvent-elles expliquer une plombémie très anormalement élevée (par exemple en raison d’un usage particulier de céramique glaçurée au plomb ou de vaisselle d’étain contaminé par du plomb). Les moniales utilisaient-elles des médications au plomb (la céruse ou le lithrage étaient alors couramment vendus par les apothicaireries pour notamment confectionner la plupart des emplâtres ou comme fard).

### Hypothèses explicatives
Il se trouve que le système hydraulique et la vaisselle de l’abbaye ont été étudiés pour plusieurs époques,,,, On sait ainsi que la fontaine du cloître a connu cinq phases de configuration hydraulique entre le début du XIIIe siècle et durant le XVIIIe siècle. Au début, la fontaine était alimentée par des tuyaux de céramique emboités (non glaçurés au plomb en 1684), enrobés de mortier rose et les sections de plomb étaient courtes (entre ces conduites et les robinets) . Le réseau hydraulique de l’abbaye a été remplacé en 1772 par des tuyaux en plomb qui ont alimenté la totalité de l’abbaye (source possible de saturnisme si l’eau est acide mais on trouve des squelettes très contaminés par le plomb bien avant ce changement et les dépôts calcaires constatés dans les restes de tuyaux d’époque montrent que les tuyaux n’ont pas pu durablement être la source de contamination).
Par contre l’étude archéologique du dépotoir médiéval du début du XIVe siècle de l’abbaye de Maubuisson par Soulier, Ruffier et Toupet (1979), a permis à Durey-Blary (1993) d’exhaustivement étudier le matériel céramique, où une surabondance très inhabituelle (77%) de vaisselle en céramique glaçurée au plomb a été découverte, dénommée « céramique très décorée » par les archéologues,,,, avec principalement des pichets, des tasses polylobées et poêlons (qui servaient de bol et d’assiette individuels). Hormis au château de Caen (75,8 % des céramiques retrouvées dans les dépotoirs, d’après Fauverge 1968) ou dans les sites contemporains proches connus, y compris en zone urbaine riche comme à Saint-Denis la proportion de « céramique très décorée » était bien plus basse (44 % à Saint-Denis selon Meyer et al.), De même au château de la Madeleine à Chevreuse (9 à 23 % selon Trombetta en 1981. Une comparaison du rapport entre céramique glaçurée et non glaçurée sur ce site avec celui évalué sur quelques sites du Nord de la France pour le milieu du XIIe siècle et la fin du XVe siècle, montre que l’abbaye détient le record de céramique glaçurée sur la dizaine de sites étudiés (le seul autre site presque comparable était à Noyon). Cette spécificité de Maubuisson pourrait être liée aux origines sociales « élevées » de ses moniales (familles royales, grande noblesse).
Des vaisselles émaillées de même nature ont été retrouvées ailleurs dans les chantiers de fouille (elles étaient par exemple utilisées par les gens d’armes du château de Chevreuse ou de celui de Caen) (selon Trombetta, In: Durey-Blary 1993, p. 18)), mais presque toujours en bien moindre quantité.
Tous ces petits récipients à glaçage interne au plomb ont pu recevoir des liquides acides tels que vin, cidre et vinaigre, outre de l’eau et des soupes et les contaminer. Même quand la glaçure n’était qu’externe, les oxydes de plomb avec le temps pouvaient migrer vers les aliments.
Ces émaux (notamment dans les poêlons), sous l’effet de liquides acides ou très chauds, ont très facilement pu contaminer durant tout le temps de leur utilisation les aliments et boissons des moniales.
Par ailleurs, les moniales de cette abbaye « royale » évoluaient dans un décor d’apparat qui - dès le début du XIIIe siècle - était très coloré, avec en particulier les carrelages dans toutes les salles des rez-de-chaussée et des étages étaient des carrelages jaunes et verts tous glaçurés au plomb. 
Au XIIIe siècle, les tuiles étaient elles-mêmes enduites de glaçures jaunes ou vertes sur leur tiers inférieur formant une fois assemblées un décor résillé polychrome). Les carrelages sont a priori des sources d’exposition supplémentaires (poussière d’usure…), de même peut-être que les tessons de tuiles (s’ils ont été concassés et réutilisés).
Une autre source possible de plomb pourrait être l’utilisation d’un vin contaminé par le plomb, soit via des pesticides (l’arséniate de plomb et des sels de cuivre ont été massivement utilisés en fin du XVIIe siècle) et le plomb était parfois utilisé comme additif (pour sucrer le vin par ex.). Ainsi Delamarre rapportait en 1729, qu’en 1697, Louis Dennequin, maître-tapissier parisien, toute sa famille au sens large, y compris les garçons d’atelier et les domestiques, sont victimes de coliques qui les mènent à la dernière extrémité. « Le fait l’épreuve du vin qu’ils ont acheté chez Jean Nicolle, vigneron d’Argenteuil : il contient de la lithrage».

### Études
Une première étude sur le saturnisme de ces moniales a été publiée en 1983 par Jaworowski et alii1984[Quoi ?], qui ont montré que des indices de hausse de la plombémie existaient là dès la fin du Moyen Âge. Cette hausse s’est fortement accrue au XIVe siècle pour atteindre un maximum à la fin du XVe siècle et au début du XVIe siècle avant de brutalement retrouver ensuite des niveaux comparables à ceux de l’Europe centrale. 
Un biais statistique pourrait être induit par le fait que les os prélevés dans cette nécropole de Maubuisson proviennent pour presque tous de femmes, presque toujours d’origine noble, du XIVe  au  XVIe siècle (voir Fig. 2, Tab. 2). Dumont et Danion et alii (1994) ont montré que les moniales de ce couvent avaient au XVIIe et XVIIIe siècles été bien nourries dès la naissance, et dotée d’une longue espérance de vie, (ce qui semble contradictoire avec des taux de plomb très élevés en fin de leur vie, proche du taux mortel parfois, c’est donc bien dans l’abbaye qu’elles se sont empoisonnées).
En 2006, une seconde étude a réexaminé ces teneurs osseuses en plomb pour chaque tombe exploitable de la salle capitulaire. Elle a confirmé les moyennes et a précisé qu’il y avait eu deux pics de saturnisme dans l’abbaye ; les indices de saturnisme de plus en plus grave semblent montrer une pause dans le phénomène à la fin du XVIe siècle et au XVIIe siècle, puis les os sont à nouveau de plus en plus chargés en plomb à partir du début du XVIIIe siècle pour atteindre des taux extrêmes au milieu du XVIIIe siècle (15 fois le taux moyen du XIIe siècle). 
Ce travail a conclu que la proportion inhabituellement élevée de « céramique très décorée » utilisée XIVe siècle par les moniales, probablement en lien avec leur statut social (élevé dès le XIVe siècle), avec en cause un goût particulier pour une vaisselle de table et probablement un service à vin très décoré par des émaux à base de plomb. De même la céruse de plomb utilisée comme fard était une cause courante d’empoisonnement dans l’aristocratie. Ceci pourrait expliquer les records de saturnisme constatés pour cette abbaye, les moniales plus pauvres n’utilisant pas ou peu ailleurs de fards et de vaisselles à base de plomb. 
Les analyses de plomb faites dans les os des moniales inhumées sous la salle capitulaire reflètent donc une plombémie qui, dans cette abbaye au XVIIIe siècle, a dépassé de 15 fois celle constatée au XIIe siècle en France.

## Lieu de tournage
En 2018, des séquences ont été tournées à l'abbaye dans le cadre d'un numéro de l'émission Secrets d'Histoire consacré à Blanche de Castille, intitulé Blanche de Castille, la reine mère a du caractère..., diffusé le 5 juillet 2018 sur France 2.